# Salettes (Drôme)
Salettes település Franciaországban, Drôme megyében. Lakosainak száma 143 fő (2022. január 1.). Salettes La Bégude-de-Mazenc, Charols, Eyzahut, Pont-de-Barret és Souspierre községekkel határos.

## Népesség
A település népessége az elmúlt években az alábbi módon változott:
| Lakosok száma | 77   | 88   | 82   | 120  | 140  | 152  | 145  | 139  | 141  | 143  |
|               | 1968 | 1982 | 1990 | 2006 | 2013 | 2015 | 2017 | 2019 | 2020 | 2022 |